# 花浅葱
花浅葱色（はなあさぎいろ）は、 花色がかった浅葱色のことであり、やや緑みを帯びた鮮やかな青色である。
納戸色とかなり似ているものの、花浅葱のほうが青が強い。単に花浅葱（はなあさぎ）と呼ばれることもあるが、花の花浅葱と区別する場合は「色」をつける。
また、花浅葱は藍四十八色と言われる色の中の一種である。8月1日の誕辰色とされている。

## 色名の由来
花浅葱は、花色と浅葱色の中間色と考えられている。「はなあさぎ」の名は平安時代から見られるが、その色が花浅葱と同色であるかは定かではない。明るい青系の花浅葱は江戸時代末期から着物の染色などに用いられるようになった。